# SN 2007om
SN 2007om – supernowa typu Ia odkryta 30 października 2007 roku w galaktyce A235420-0055. W momencie odkrycia miała maksymalną jasność 19,70m.